# Sauherad
Sauherad er en tidligere kommune i Midt-Telemark kommune i Vestfold og Telemark fylke i Norge. Den har et areal på 316 km², og en befolkning på 4.219 indbyggere
(2006). Kommunen grænser til Nome i syd-vest, Bø i vest, Notodden i nord, Kongsberg i øst og Skien i syd-øst. Højeste punkt er Vardefjell, 815 moh.
Fra 1. januar 2020 blev Bø og Sauherad kommuner lagt sammen til Midt-Telemark kommune.